# Brega (musique)
Pour les articles homonymes, voir Brega.
 (décembre 2024).
Sous-genres
Brega-pop (pt), tecno-brega, brega funk
Le brega est un genre musical ayant émergé au nord du Brésil. 

## Histoire
Le brega est une musique avant tout romantique et depuis quelques années a découvert un nouveau tournant avec l'apparition des « pop-som » (prononcé popi-son) ou plus simplement  « tecno-brega »  plus apprécié des jeunes brésiliens. Le brega connait un grand succès de la fin années 1950 jusqu’au début des années 1960 dans un contexte plus romantique avec pour principales célébrités Waldick Soriano, Anísio Silva, Nelson Ned, Marcio Greyck, Sidney Magal, Agnaldo Timóteo, Reginaldo Rossi, Falcão et Manoel Gomes.
Le brega a aussi un fort succès grâce à une musique plus riche et toujours plus romantique comme le « Calypso », qui n'a cependant rien à voir avec le calypso caribéen. On peut citer des célébrités internationales comme la Banda Calypso, originaire de Belém de l'État du Para, qui fait l’œuvre d’un incroyable succès jusqu’aux États-Unis d'Amérique. Autres groupes : Companhia do Calypso, qui a un répertoire très proche, cependant un peu plus carnavalesque, ou encore Banda da Loirinha, qui représente une passerelle entre le brega et le forró (style musical similaire et de même origine que le brega).
En portugais, l’adjectif brega se traduit par « ringard », particulièrement dans le Sud du Brésil où ce terme s'emploie pour tout ce qui fait vieillot, ringard. Mais certains comme la chanteuse Gaby Amarantos ont détourné ce terme au départ péjoratif pour lui donner une autre signification : « Brega désigne en premier lieu les chansons d'amour, celles sur lesquelles on danse sans arrière-pensées, avec des vêtements voyants, bariolés, sans se préoccuper des regards. Brega, c'est une façon de vivre et de se comporter. Avoir le courage de s'assumer comme on est, quoi qu'en pensent les autres. ».